# Katleen Bury
Katleen Bury, née le 14 octobre 1983 à Ostende, est une femme politique belge, membre du Vlaams Belang (VB).

## Biographie
Katleen Bury nait le 14 octobre 1983 à Ostende.
Aux élections législatives fédérales de 2019, Katleen Bury est élue à la Chambre des Représentants.